# ダルハウジー伯爵
ダルハウジー伯爵（英: Earl of Dalhousie）は、スコットランド貴族の伯爵位。
第2代ラムゼイ卿ウィリアム・ラムゼイが1633年に叙されたのに始まる。10代伯ジェイムズ・ブラウン＝ラムゼイの代の1849年には連合王国貴族ダルハウジー侯爵に叙せられているが、彼一代で廃絶している。2016年現在の当主は17代伯ジェイムズ・ラムゼイである。
ダルハウジーの他、ダルフージとも表記される。

## 歴史
ラムゼイ氏族の族長(Chief)でスコットランド議会議員を務めたジョージ・ラムゼイ(1570後-1629以前)は、1618年8月25日にスコットランド貴族メルローズのラムゼイ卿（Lord Ramsay of Melrose)に叙せられた。その翌年の1619年1月5日に同爵位はダルハウジーのラムゼイ卿（Lord Ramsay of Dalhousie）に名称変更された。

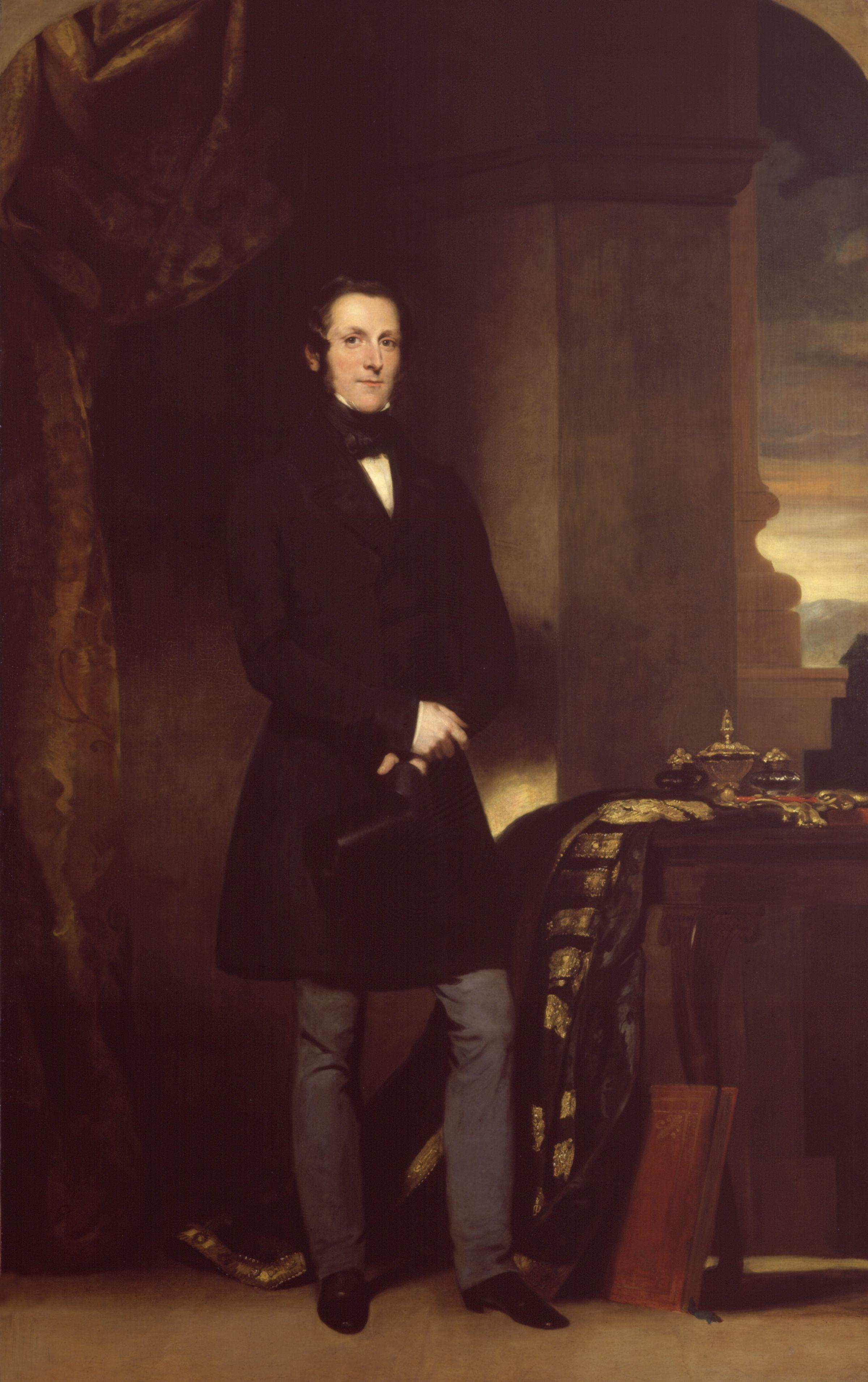
インド総督を務めた初代ダルハウジー侯爵・10代ダルハウジー伯爵ジェイムズ・ブラウン＝ラムゼイ

その長男で2代ラムゼイ卿となったウィリアム・ラムゼイ(-1672) もスコットランド議会議員を務め、1633年6月26日にスコットランド貴族ダルハウジー伯爵（Earl of Dalhousie）とケリントーンのラムゼイ卿（Lord Ramsay of Keringtoun）に叙せられた。これがダルハウジー伯爵家の創始となった。
8代伯ジョージ・ラムゼイ(-1787)は、フリーメイソンのスコットランド・グランドロッジ・グランドマスター(在職1767年-1769年)、スコットランド貴族代表議員（在職1774年-1787年）、警察卿（Lord of Police）(在職1775年-1782年)、スコットランド教会総会への勅使(在職1777年-1782年)等を歴任した。彼は母方の叔父にあたるモール家から財産を相続したが、長男ではなく次男ウィリアム・ラムゼイ(1771-1852)にこの財産を継がせた。ウィリアムはこれを機に「モール（Maule）」と改姓し、1831年9月10日には連合王国貴族フォーファー州におけるブレチン＝ネイヴァーのパンミューア男爵（Baron Panmure, of Brechin and Navar in the County of Forfar）に叙されている。
一方8代伯の長男で9代伯位を継承したジョージ・ラムゼイ(1770–1838)は、フリーメイソンのスコットランド・グランドロッジ・グランドマスター(在職1804年-1806年)、スコットランド貴族代表議員（在職1796年-1815年）、 ノバスコシア総督(在職1816年-1820年)、カナダ総督(在職1820年-1828年)等を歴任し、1815年8月11日に連合王国貴族エディンバラ州におけるダルハウジー城のダルハウジー男爵（Baron Dalhousie, of Dalhousie Castle in the County of Edinburgh）に叙せられた（連合王国貴族は自動的に貴族院議員となる）。
9代伯が死去した際に生存していた唯一の男子である10代伯ジェイムズ・ラムゼイ(1812-1860)は、保守党（後にピール派）の政治家であり、通商庁副長官(在職1843年-1845年)、通商庁長官(在職1845年-1846年)、インド総督(在職1847年-1856年)等を歴任した。またフリーメイソンのスコットランド・グランドロッジ・グランドマスター(在職1836年-1838年)も務めた。彼はインド総督として近隣諸国や支配下の藩王国の併合を強硬に推し進めたことで知られ、植民地インドをより強力に総督府の統一的支配下に置くことに成功した。その強力な支配力のもとに内政改革を次々と実行した。しかし彼の強硬政策は後のインド大反乱の原因の一つとなった。インド総督在任中の1849年8月25日に連合王国貴族エディンバラ州におけるダルハウジー城およびパンジャブのダルハウジー侯爵（Marquess of Dalhousie, of Dalhousie Castle in the County of Edinburgh, and of the Punjab）に叙せられたが、彼には男子がなかったため、この爵位は一代で絶えた（ダルハウジー城のダルハウジー男爵位もこの時に廃絶）。
10代伯の死後、8代伯の次男初代パンミューア男爵ウィリアム・モールの息子である第2代パンミューア男爵フォックス・モール(1801–1874)が11代伯を継承し、姓を「モール＝ラムゼイ」に改姓した。彼はホイッグ党の政治家として戦時大臣(在職1846年-1852年、1855年-1858年)、インド庁長官(在職1852年)、陸軍大臣(在職1855年-1858年)などの閣僚職を歴任した。またフリーメイソンのスコットランド・グランドロッジ・グランドマスター(在職1867年-1870年)も務めた。しかし子供はなく、パンミューア男爵位は彼の死とともに廃絶した。
11代伯の死後、8代伯の四男ジョンの次男であるジョージ・ラムゼイ(1806–1880)が12代伯を継承した。彼は海軍大将(Admiral)まで昇進した王立海軍軍人であり、1875年6月12日には連合王国貴族フォーファー州におけるグレンマークのラムゼイ男爵（Baron Ramsay, of Glenmark in the County of Forfar）に叙せられている。
その長男である13代伯ジョン・ラムゼイ(1847–1887)は、自由党の政治家であり、1886年にはスコットランド担当大臣を務めた。
その孫である16代伯サイモン・ラムゼイ(1914–1999)は、保守党の政治家であり、エリザベス皇太后の宮内長官(在職1965年-1992年)を務めた。
その長男である17代伯ジェームズ・ラムゼイ(1948-)が2022年現在の当主である。彼は2009年から王室家政長官を務めている。
本邸はアンガス州・ブレチンにあるブレチン城。家訓は「祈れ、そして働け（Ora Et Labora）」

## 現当主の保有爵位
現当主の第17代ダルハウジー伯爵ジェームズ・ラムゼイは、以下の爵位を保有している。
- 第17代ダルハウジー伯爵 (17th Earl of Dalhousie)
(1633年6月29日の勅許状によるスコットランド貴族爵位)
- ダルハウジーの第18代ラムゼイ卿 (18th Lord Ramsay of Dalhousie)
(1618年8月25日の勅許状によるスコットランド貴族爵位)
- ケリントーンの第17代ラムゼイ卿(17th Lord Ramsay of Keringtoun)
(1633年6月29日の勅許状によるスコットランド貴族爵位)
- フォーファー州におけるグレンマークの第6代ラムゼイ男爵 (6th Baron Ramsay, of Glenmark in the County of Forfar)
(1875年6月12日の勅許状による連合王国貴族爵位)

## 一覧

### ダルハウジーのラムゼイ卿 (1618年)
- 初代ラムゼイ卿ジョージ・ラムゼイ (-1629以前)
- 2代ラムゼイ卿ウィリアム・ラムゼイ（英語版） (-1672) 
  - 1633年にダルハウジー伯爵に叙される

### ダルハウジー伯爵 (1633年)
- 初代ダルハウジー伯ウィリアム・ラムゼイ（英語版） (-1672)
- 2代ダルハウジー伯ジョージ・ラムゼイ (-1674)
- 3代ダルハウジー伯ウィリアム・ラムゼイ (-1682)
- 4代ダルハウジー伯ジョージ・ラムゼイ (-1696)
- 5代ダルハウジー伯ウィリアム・ラムゼイ (-1710)
- 6代ダルハウジー伯チャールズ・ラムゼイ (1660頃–1739)
- 7代ダルハウジー伯チャールズ・ラムゼイ (-1764)
- 8代ダルハウジー伯ジョージ・ラムゼイ (-1787)
- 9代ダルハウジー伯ジョージ・ラムゼイ (1770–1838)
- 10代ダルハウジー伯ジェイムズ・アンドリュー・ブラウン＝ラムゼイ (1812–1860) 
  - 1849年にダルハウジー侯に叙される

### ダルハウジー侯爵 (1849年)
- 初代ダルハウジー侯・10代ダルハウジー伯ジェイムズ・アンドリュー・ブラウン＝ラムゼイ (1812–1860)
  - 彼の死去とともにダルハウジー侯爵廃絶

### ダルハウジー伯爵 (1633年)
- 11代ダルハウジー伯フォックス・モール＝ラムゼイ (1801–1874)
- 12代ダルハウジー伯ジョージ・ラムゼイ（英語版） (1806–1880)
- 13代ダルハウジー伯ジョン・ウィリアム・ラムゼイ（英語版） (1847–1887)
- 14代ダルハウジー伯アーサー・ジョージ・モール・ラムゼイ（英語版） (1878–1928)
- 15代ダルハウジー伯ジョン・ギルバート・ラムゼイ (1904–1950)
- 16代ダルハウジー伯サイモン・ラムゼイ（英語版） (1914–1999)
- 17代ダルハウジー伯ジェイムズ・ヒューバート・ラムゼイ (1948-)
  - 法定推定相続人は現当主の息子ラムゼイ卿サイモン・デイヴィッド・ラムゼイ (1981-)